# Capparis arborea
Capparis arborea é um arbusto ou pequena árvore que habita no leste da Austrália. O seu habitat natural localiza-se em florestas tropicais; geralmente florestas ribeirinhas, litorais ou mais secas. Distribuído a partir do Hunter River, Nova Gales do Sul, até Cape Melville, na zona tropical de Queensland. Os nomes comuns incluem romã nativa lima silvestre e limão silvestre.